# Цинодикт
Цинодикт, или цинодиктис (лат. Cynodictis), — род вымерших млекопитающих из семейства амфиционид, живших на территории Северной Америки и Азии 28—13 млн лет назад. Типовой вид Cynodictis lacustris был открыт в 1850 году.

## Образ жизни
Этот небольшой хищник быстро бегал и мастерски рыл почву. Благодаря этому он мог охотиться на грызунов на земле и под землёй. Обитал он на открытых полусухих равнинах, изрезанных реками и ручьями.
Вид Cynodictis mongoliensis входит в состав индрикотериевой фауны.

## В массовой культуре
Цинодиктисы (именуемые «ночными хищниками» и медвежьими собаками) появляются в сериале «Прогулки с чудовищами». В первой серии ночного цинодиктиса ловит амбулоцетус, а в третьей серии появляется семья цинодиктисов, живущая рядом с индрикотериями.

## Виды
По данным сайта Paleobiology Database, на декабрь 2022 года в род включают 2 вымерших вида.:
- Cynodictis cayluxensis
- Cynodictis crassus
- Cynodictis exilis
- Cynodictis ferox
- Cynodictis lacustris typus
- Cynodictis longirostris
- Cynodictis parisiensis
- Cynodictis peignei